# Sílvio Caldas
Sílvio Antônio Narciso de Figueiredo Caldas (Rio de Janeiro,  23 de maio de 1908 — Atibaia, 3 de fevereiro de 1998) foi um cantor e compositor brasileiro.

## Infância, adolescência e primeiros empregos
Sílvio nasceu na Rua São Luís Gonzaga, nº 209, no bairro carioca de São Cristóvão, em 23 de maio de 1908. Seu pai, Antonio Narciso Caldas, era dono de uma loja de instrumentos, afinador e mecânico de pianos e compositor. Sua mãe, Alcina Figueiredo Caldas, era cantora amadora. Ele teve um irmão, Murilo, que também se destacou na música.
Desde os 5 anos de idade, Sílvio participava ativamente do carnaval de sua cidade, desfilando pelo Bloco da Família Ideal. Aos 6, fez sua primeira apresentação, no Teatro Fênix.
Também aos 6 anos, Cyro foi para a Escola Coronel Cabrita, de onde foi expulso por brigar com colegas e professoras. Foi então para a Escola Nilo Peçanha, onde continuou com seu comportamento briguento.
Aos 9 anos, começou a trabalhar como aprendiz de mecânico na Garagem Esperança, na mesma rua de sua casa. Em 1924, com 16 anos, foi trabalhar em São Paulo, onde ficou pouco tempo. De lá, foi para Catanduva, onde trabalhou como leiteiro, lavador de carros, cozinheiro de turma, caminhoneiro e mecânico. Em 1927, voltou ao Rio.

## Carreira musical
Depois de voltar ao Rio, durante uma serenata, foi ouvido por Antonio Gomes, diretor artístico da Rádio Ipanema, que o levou à Rádio Mayrink Veiga, onde ele cantou de graça por algum tempo, dando início à sua carreira musical.

### Primeiros discos e trabalhos na rádio
Em 1929, Silvio foi para a Rádio Sociedade por um cachê de 20 mil-réis por noite, integrando um elenco que incluía também Gastão Formenti, Francisco Alves, Patrício Teixeira e Rogério Guimarães. Simultaneamente a este trabalho, continuou atuando como mecânico, lidando especificamente com os caminhões da obra de abertura da atual Via Dutra.
Sílvio gravou alguns discos pela gravadora alemã Brunswick, que se instalara no Brasil como fábrica de artigos de sinuca. Contudo, nenhum artista do selo (que tinha em seu elenco nomes como Gastão, Carmen Miranda e os Bando da Lua) decolou e a marca fechou as portas em 1931.
Em 1931, foi convidado a integrar o elenco da revista O Brasil do Amor (Ary Barroso e Marques Porto), no Teatro Recreio. No espetáculo, Silvio cantou "Gente Bamba" e "Malandragem", ambos de Ary. No mesmo ano, gravou "Gente Bamba" pela RCA Victor sob o título "Faceira" – a canção havia sido oferecida anteriormente a Mário Reis, mas este a recusara. Ele já havia gravado pelo mesmo selo "Tracuá de Ferrô" de Sátiro de Melo, mas só conseguiu sucesso com a composição de Ary.
Um mês depois d'O Brasil do Amor, Silvio participou de mais uma revista, É do Balacobaco, outra criação de Ary e Marques, coescrita por Vitor Pujol. Desta vez, cantou "Malandro", de Freire Júnior e Francisco Alves. Pela companhia de teatro em que trabalhava, Sílvio foi a Buenos Aires, na Argentina, dando início à sua carreira internacional. Ainda, entre 1930 e 1931, gravou um total de 35 discos de duas músicas cada.
Em 1932, gravou "Maria", composta por Ary e com letra de Luiz Peixoto. Em 1933, veio um disco com "Eu Vou para o Maranhão", de Ary, e "Chorei", de André Filho; e outro com "Mimi", de Uriel Lourival, e "Na Aldeia", composta por ele próprio em parceria com Carusinho e De Chocolat. No mesmo ano, lançou a marcha de carnaval "Segura Esta Mulher", também de Ary.

### Aposta em composições próprias e cinema
Começou a se consolidar como compositor naquele ano de 1933, lançando "Eu Vivo Sem Destino" (coescrito com Wilson Batista e Osvaldo Santiago) e "Na Floresta" (coescrito com Cartola).
Em 1934, iniciou uma bem-sucedida parceria com o poeta, jornalista e cronista Orestes Barbosa, que rendeu catorze composições, incluindo "Soluços" (gravada em 1934 por Floriano Belham), "Serenata" (gravada por Sílvio em 1935), "Vidro Vazio" (composta em 1936 e gravada por J. P. de Barros), "Santa dos Meus Amores" (composta em 1936 e gravada por Sílvio).
O ano da consagração da dupla foi 1937, quando criaram oito músicas, entre elas "Quase Que Eu Disse", "Arranha-Céu" e o maior sucesso, "Chão de Estrelas". As últimas duas composições vieram em 1938: "Única Rima" e "Suburbana".
Sílvio estreou no cinema em 1935, atuando em Favela dos Meus Amores, de Humberto Mauro. Neste longa-metragem, cantou "Ao Luar..." (Ari), "Quando um Sambista Morre" (idem), "Favela" (Custódio Mesquita e Orestes), "Tolinha" (Custódio), "Arrependimento" (ele próprio e Cristóvão de Alencar), "Quase Que Eu Disse" (Orestes e Sílvio)  e "Torturante Ironia" (idem).

### Mudança para São Paulo e declínio da Era do Rádio

Em 1957.

Em 1950, mudou-se para São Paulo (mais precisamente para a Rua Morás, nº 326, na Vila Madalena), onde assinou com exclusividade com a Rádio Excelsior. Em 1954, foi contratado pela recém-chegada Columbia. Em 1956, apresentou o programa "Os Degraus da Glória", da Rádio Gazeta assumiu um programa próprio semanal na TV Record. Também na capital estadual, comprou a boate Mocambo, que passou a administrar.
A partir dos anos 1960, Sílvio enfrenta a chegada da Bossa Nova, da Jovem Guarda e do rock and roll, que tomam bastante espaço dos cantores da Era do Rádio. Embora avesso à bossa, gravou, ao seu estilo, algumas composições do gênero, como "Serenata do Adeus" (Vinicius de Moraes), "Apelo" (Baden Powell  e Vinícius de Moraes), "Consolação" (idem). "Gente Humilde" (Garoto, Vinicius e Chico Buarque), "Se Todos Fossem Iguais a Você" (Tom Jobim e Vinicius).
Na mesma época, passa a promover "shows didáticos" em que intercala músicas com "causos" da história da música popular do Brasil.
Ao final dos anos 1970, aposenta-se dos estúdios, mas não dos palcos. Seu último show foi em 1997, aos 85 anos, no Sesc Pompeia, com Miltinho, Doris Monteiro, Noite Ilustrada e Trovadores Urbanos.
Em 1988, por ocasião de seu aniversário de 80 anos, foi homenageado pela Academia Brasileira de Letras.

## Morte
Sílvio morreu em Atibaia no dia 3 de fevereiro de 1998, aos 89 anos, na presença da esposa Miriam e dos três filhos. A causa de sua morte teria sido uma insuficiência pulmonar.

## Vida pessoal
Aos 25 anos, Sílvio se casou Angelina Caldas. Quando morreu, estava casado com Miriam. Teve quatro filhos, incluindo uma com Angelina chamada Silvinha e um que morreu em 1975 aos 9 anos, atropelado em frente a um hotel em Copacabana.
Tinha um sítio em Atibaia, a 65 km de São Paulo. Ao longo da carreira, anunciou diversas vezes que se aposentaria para criar galinhas no local.

## Discografia
Adaptado das fontes.

### Discos (LPs e CDs de estúdio e ao vivo)
- 1951 - Com a saudade pelo braço
- 1952 - Saudades
- 1953 - Música de Ary Barroso - Canta Sílvio Caldas
- 1956 - Canta o seresteiro
- 1956 - Sílvio Caldas
- 1957 - Serenata
- 1958 - Cabelos brancos
- 1958 - O seresteiro
- 1960 - Eternamente
- 1960 - Sílvio Caldas em pessoa
- 1962 - Titio canta para você
- 1968 - Isto é São Paulo
- 1971 - Sílvio Caldas
- 1971 - Elizeth Cardoso e Sílvio Caldas - Volume II
- 1971 - Elizeth Cardoso e Sílvio Caldas - Volume I
- 1973 - Sílvio Caldas ao vivo - Histórias da MPB
- 1974 - Grandes sucessos com Sílvio Caldas
- 1974 - Sílvio Caldas
- 1975 - Depoimento
- 1975 - Sílvio Caldas "especial" ao vivo
- 1977 - Sílvio Caldas (RGE/Fermata)
- 1978 - Sílvio Caldas e Pedro Vargas ao vivo no Canecão
- 1991 - Silvio Caldas
- 1996 - Quando canta o seresteiro

### 78 rpm
- 1930 - "Pra que forçar?" / "Catuca Maroca"
- 1930 - "Ioiô deste ano" / "O teu amor eu desprezei"
- 1930 - "Recordar é viver" / "Amor de poeta"
- 1930 - "Dor de palhaço" / "Pobrezinha da Madalena"
- 1930 - "Chorei nega" / "Teu desprezo"
- 1930 - "Lalá" / "Nem queiras saber"
- 1930 - "Alto lá"
- 1930 - "Samba de reúna" / "Vira as butuca"
- 1930 - "Baianinha" / "Gamela quebrada"
- 1930 - "Bambina, meu bem!" / "Sestrosa"
- 1930 - "Prá cima de mim não" / "Sonhei que te beijava"
- 1930 - "Santa Padroeira" / "Amar! meu bem"
- 1930 - "Segue teu destino" / "Psíu, meu bem"
- 1930 - "Vamos dar valor" / "Balacobaco"
- 1930 - "Ai! Luciana" / "Moreninha"
- 1930 - "Vai sair bagagem" / "Mulambo"
- 1930 - "Triste caboco"
- 1930 - "Samba no Rocha" / "É só do que há"
- 1930 - "Sou um namorado errante"
- 1930 - "Alô meu bem"
- 1930 - "Amoroso"
- 1930 - "Tracuá me ferrô"
- 1931 - "É mentira oi!" / "Um samba em Piedade"
- 1931 - "Não faz assim meu coração" / "Vai tratar da tua vida"
- 1931 - "Mão no remo!" / "Candinha"
- 1931 - "Vou implorar" / "O que é a vida?"
- 1931 - "Me deixa" / "É do balacobaco"
- 1931 - "Batuque" / "Terra de Iaiá"
- 1931 - "Faceira" / "Bahia"
- 1931 - "Gira"
- 1931 - "Para o príncipe de Gales ouvir" / "Eu vou andando"
- 1931 - "Flor morena" / "Flor mimosa"
- 1931 - "Criança louca" / "Bonequinha"
- 1931 - "Não faz mal" / "Na praia"
- 1931 - "A nega sumiu"
- 1932 - "Não dou bola" / "Vou fazer tua vontade"
- 1932 - "Eu vou pro Maranhão" / "Chorei"
- 1932 - "Segura esta mulher" / "E ela não jurou"
- 1932 - "Maria" / "Prazer é sofrer"
- 1932 - "Dormindo na rua" / "Tenho um segredo"
- 1932 - "Se eu fora rei" / "Não te perdôo"
- 1932 - "Jurei me vingar" / "Foi sonho e não volta mais"
- 1932 - "Se a sorte fosse igual"
- 1932 - "Zombando" / "Desolado"
- 1932 - "Pente fino" / "Pobre e esfarrapada"
- 1933 - "Alô Mossoró" / "Cheio de saudade"
- 1933 - "O teu olhar me inspirou" / "Saudades da mocidade"
- 1933 - "Linda lourinha" / "Vou partir"
- 1933 - "Mimi" / "Na aldeia"
- 1933 - "Feiticeira" / "Eu fiz um samba"
- 1933 - "Na floresta" / "Lenço no pescoço"
- 1933 - "Eu vivo sem destino" / "Os homens são uns anjinhos"
- 1933 - "Vitória" / "Chora"
- 1933 - "Vidro vazio" / "Flor de inverno"
- 1933 - "Pomba-rola" / "Alguém precisa morrer"
- 1934 - "Cara feia é fome" / "Agradeça a mim"
- 1934 - "São Tomé" / "Implorando o meu perdão"
- 1934 - "Meu beguin" / "Cruel ciúme"
- 1934 - "Por causa dela" / "Você me deu o bolo"
- 1934 - "Coração ingrato" / "Eu sonhei"
- 1934 - "Serenata" / "Santa dos meus amores"
- 1934 - "Se o teu amor consola" / "Vais viver no esquecimento"
- 1934 - "Perdão... Madame" / "Malandro sofredor"
- 1934 - "Tu!..." / "Perdão"
- 1935 - "Sofri demais" / "Cansado"
- 1935 - "Só por tua causa"
- 1935 - "Mágoas de um vagabundo" / "Voltaste ao teu lar"
- 1935 - "A casa dela" / "Volta, meu amor!"
- 1935 - "Nena" / "Quanto eu sinto"
- 1935 - "Há um segredo em teus cabelos" / "Só nós dois"
- 1935 - "Samaritana" / "Rainha sem trono"
- 1935 - "Minha palhoça" / "Quase que eu disse"
- 1935 - "Inquietação" / "Por causa dessa cabocla"
- 1935 - "Boneca" / "O telefone do amor"
- 1935 - "Arrependimento" / "Torturante ironia"
- 1936 - "Adeus, felicidade" / "Quando você me abandonou"
- 1936 - "Maria"
- 1936 - "A menina presidência" / "Nunca mais"
- 1936 - "Eu agora vou gritar" / "O que é teu está guardado"
- 1936 - "Acorda escola de samba" / "Noite de carnaval"
- 1936 - "Se Papai Noel quisesse" / "Passarinho"
- 1936 - "Menos eu" / "Saudade dela"
- 1936 - "Até quando?" / "O nome dela não digo"
- 1936 - "Um caboclo abandonado" / "Madrugada"
- 1936 - "Meu erro" / "O que é que há?"
- 1936 - "Tudo me fala do teu olhar" / "Morena da minha aldeia"
- 1936 - "Teus ciúmes" / "Companheiro dileto"
- 1936 - "Isis" / "Última carta de amor"
- 1937 - "Onde vai você Maria?"
- 1937 - "Ratoeira"
- 1937 - "Seu Gaspar" / "Teu riso tem"
- 1937 - "Pastorinhas" / "Choro por teu amor"
- 1937 - "Quando eu penso na Bahia"
- 1937 - "Eu não sei..." / "Carta sonora"
- 1937 - "Até breve" / "Por amor ao meu amor"
- 1937 - "Cigana" / "Nunca mais"
- 1937 - "Meu limão, meu limoeiro" / "Confessando que te adoro"
- 1937 - "Arranha-céu" / "Chão de estrelas"
- 1937 - "Sabiá" / "Lua triste"
- 1938 - "Mágoas de um trovador" / "Suburbana"
- 1938 - "Mente ao meu coração" / "Não chora"
- 1938 - "Coração" / "Flor de lótus"
- 1938 - "Pra que mentir" / "Cessa tudo"
- 1938 - "Ô lelê.. ô lalá..." / "Era ela"
- 1938 - "Na mão direita" / "Florisbela"
- 1938 - "Com pensamento em você" / "Não me abandones nunca"
- 1938 - "Falsa felicidade" / "Sorris de minha dor"
- 1938 - "Professora"
- 1939 - "Tú és a culpada"
- 1939 - "Tua partida" / "Desprezo"
- 1939 - "Maria" / "No rancho fundo"
- 1939 - "Deusa da minha rua" / "Da cor do pecado"
- 1939 - "Já sei sorrir" / "Mentira carioca"
- 1939 - "Eu e você" / "Maria"
- 1940 - "Olho nela" / "Casa, casa viuvinha"
- 1940 - "Capim mimoso" / "Colombina está chorando"
- 1940 - "Sinhá moça chorou" / "Símbolo sagrado"
- 1940 - "Eu quero essa mulher" / "Andorinha"
- 1940 - "O amor é assim" / "Preto velho"
- 1940 - "Kátia" / "Não"
- 1940 - "Mulher" / "Velho realejo"
- 1941 - "Chuva miúda" / "Se for preciso eu caso"
- 1941 - "Minha América" / "Gaivota"
- 1941 - "Se tu soubesses" / "Sempre você"
- 1941 - "Morena boca de ouro" / "Três lágrimas"
- 1941 - "Caixinha de música" / "O pião"
- 1941 - "Rosinha"
- 1942 - "A mulher dos 30 anos" / "Por causa dela"
- 1942 - "Fibra de herói" / "Canção do soldado"
- 1942 - "Ausência" / "Meus 20 anos"
- 1942 - "Sereia" / "Duas janelas"
- 1942 - "Aquarela do Brasil" / "Na baixa do sapateiro"
- 1943 - "Mágoas de um trovador" / "Suburbana"
- 1943 - "É inútil mentir" / "O samba de Beatriz"
- 1943 - "Promessa" / "A vida em quatro tempo"
- 1943 - "Que é, que é?" / "Serrana"
- 1943 - "Modinha" / "Meu amigo violão"
- 1943 - "Não voltarás, nem voltarei..." / "Ninotchka"
- 1944 - "Pif-paf" / "Fica doido varrido"
- 1944 - "Algodão" / "Noturno em tempo de samba"
- 1944 - "Como os rios que correm pro mar" / "Valsa do meu subúrbio"
- 1945 - "Feitiçaria" / "Sim ou não"
- 1946 - "Com a saudade pelo braço" / "Despertar da montanha"
- 1946 - "Não chores assim..." / "Pastora dos olhos castanhos"
- 1946 - "Destino traçado" / "Ana Maria"
- 1946 - "E ela não voltou" / "O teu olhar"
- 1946 - "Tire a camisa" / "Companheira de quem ama"
- 1946 - "Anda Luzia!" / "Gilda"
- 1946 - "Minha casa" / "Nunca soubeste amar"
- 1949 - "Chuva e vento" / "Tarde de maio"
- 1949 - "Boa noite amor" / "A saudade"
- 1949 - "Não me pergunte" / "Você de mim não tem dó"
- 1949 - "Chora que passa" / "O circo chegou"
- 1950 - "Pastorinhas" / "Coração ingrato"
- 1950 - "Marcha do São Cristóvão" / "Marcha do Vasco"
- 1950 - "Amada mia" / "Homem marcado"
- 1950 - "Salve o Marquês" / "Obrigado doutor"
- 1951 - "A culpa é sua" / "Como é que eu vou me arranjar"
- 1951 - "Mamãe Dolores" / "Leonor"
- 1951 - "Nos braços de Isabel" / "Quanto dói uma saudade"
- 1951 - "O telefone do amor" / "Quase que eu disse"
- 1951 - "Boneca" / "Menos eu"
- 1951 - "Cigana" / "Meu limão, meu limoeiro"
- 1951 - "Nossa Senhora da Glória" / "Voltaste"
- 1951 - "Cabelos cor de prata" / "Violões em funeral"
- 1953 - "Romance de amor" / "Canção das mães"
- 1953 - "Você voltou" / "Alucinação"
- 1953 - "Chão de estrelas" / "Arranha-céu"
- 1953 - "Silêncio do cantor" / "Flamboyant"
- 1954 - "Pra casa eu não vou" / "Perdoa, Senhor"
- 1954 - "Perfíl de São Paulo" / "Se eu pudesse"
- 1954 - "São Francisco" / "Vivo em paz"
- 1954 - "Poema dos olhos da amada" / "Você não veio"
- 1955 - "Meu segredo" / "Pierrô"
- 1955 - "A única rima" / "Jangada"
- 1955 - "Turca do meu Brasil" / "Mágoa"
- 1955 - "Marcha do Vasco"
- 1957 - "Viva meu samba" / "Prelúdio"
- 1957 - "Canção para mamãe" / "Porto dos casais"
- 1958 - "Cabeça chata" / "Verde e amarelo"
- 1958 - "Novos rumos" / "Nos braços de Isabel"
- 1959 - "Pistom de gafieira" / "Saudade de você"
- 1959 - "Compromisso com a saudade" / "Serenata do adeus"
- 1960 - "Velhos carnavais" / "Ponte enferrujada"
- 1961 - "Homenagem" / "Paciência"
- 1961 - "Qual é o babado?" / "Mas eu não ligo"

## Filmografia
Adaptado da fonte.
- 1935 - Carioca Maravilhosa
- 1935 - Alô, Alô, Brasil!
- 1935 - Favela dos Meus Amores
- 1940 - Céu Azul
- 1944 - Tristezas Não Pagam Dívidas
- 1945 - Não Adianta Chorar
- 1947 - Luz dos Meus Olhos